# Encino, Texas
Encino là một nơi ấn định cho điều tra dân số (CDP) thuộc quận Brooks, tiểu bang Texas, Hoa Kỳ. Năm 2010, dân số của nơi này là 143 người.

## Dân số
- Dân số năm 2000: 177 người.
- Dân số năm 2010: 143 người.